# اتوزم ریویو
اتوزم ریویو (به انگلیسی: Autozam Revue) یک خودروی کامپکت کوچک است که توسط اتوزم فروخته شد و در سال ۱۹۹۰ معرفی شد. از بین رفتن مارک آن منجر به تغییر نام خودرو به مزدا ریویو در برخی بازارها شد. این خودرو همچنین در بسیاری از بازارهای صادراتی با نام مزدا ۱۲۱ فروخته شد، جایی که جایگزین ۱۲۱ قبلی شد که بر اساس نسل اول فورد فستیوا ساخته شده بود.
‏ریویو در اکثر بازارها به عنوان یک سالن کوچک چهار در با یک سقف بازشو اختیاری اضافه شده در فوریه ۱۹۹۱ در دسترس بود. ظاهر غیر متعارف، بلند و گرد آن با صندوق عقب بسیار کوتاه و مجزا باعث ایجاد حیرت شد. در حالی که بقیه دنبال آیرودینامیک بودند، ریویو/۱۲۱ بلند ضریب درگ بسیار غیررقابتی drag coefficient of&nbsp;Cd=0.40 داشت. موتورهای ۱٫۱، ۱٫۳ و ۱٫۵ لیتری با گیربکس پنج سرعته دستی یا چهار سرعته اتوماتیک ارائه شد.
در سال ۱۹۹۶، نام ۱۲۱ به نسخه‌های صادراتی مزدا دمیو، یک هاچ‌بک، پنج در بلند، تغییر یافت که در نسل دوم خود به عنوان مزدا۲ صادر شد. یک فورد فیستا، مونتاژ شده در کارخانه فورد در والنسیا به سختی اصلاح شده است، اما به مزدا ۱۲۱ تغییر نام داد، پس از سال ۱۹۹۶ نیز در برخی بازارها فروخته شد (جایی که دمیو همزمان با نام اصلی خود فروخته شد). فروش ریویو در ژوئن ۱۹۹۸ در ژاپن به پایان رسید.

## استرالیا
مزدا ۱۲۱ اغلب به عنوان «ماشین حبابی» یا «ژله‌دان» یا «کلاه» شناخته می‌شد که رنگ خودرو اغلب به دومی اضافه می‌شد، برای مثال: ژله‌ای سبز کوچک. مدل‌های استرالیایی به صورت استاندارد با موتور ۱٫۳ لیتری همراه با گیربکس استاندارد ۵ سرعته دستی و ۴ سرعته اتوماتیک عرضه شدند. موتور ۱٫۵ لیتری در سال ۱۹۹۴ به استرالیا اضافه شد و تا سال ۱۹۹۶ مورد استفاده قرار گرفت. این نسل در کنار جانشین خود، مزدا دمیو نیز با نام ۱۲۱، برای مدت کوتاهی بین سال‌های ۱۹۹۶ تا ۱۹۹۷ فروخته شد.

## اروپا
این سالون غیر متعارف که از سال ۱۹۹۱ تا ۱۹۹۶ به عنوان مزدا ۱۲۱ فروخته می‌شد، ابتدا با یک فورد فیستا، با نشان مهندسی و مدت کوتاهی پس از آن با مزدا دمیو ۵-در جایگزین شد. فروش این خودرو در اروپا به‌طور کلی ناچیز بود، تا حدی به این دلیل که قیمت آن بسیار نزدیک به ۳۲۳ بزرگتر بود. در زمان معرفی، خودروهای بازار اروپا معمولاً با موتور ۱/۳ لیتری ۱۶ سوپاپ مجهز شده بودند که دارای ۷۳ اسب بخار متری (۵۴ کیلووات) بودند، با ۱/۵ لیتری رزرو شده برای ژاپن بود. مزدا همچنین نسخه ۱/۱ لیتری موتور را برای برخی از بازارهای اروپایی که قوانین مالیاتی و بیمه مناسب آن است، ارائه کرد.
در بلژیک و هلند به دلیل شکل حبابی این خودرو، اغلب به عنوان «کلاه بولر» (به هلندی: de Bolhoed) نامیده می‌شد.

## موتورها
- ژانویه ۱۹۹۱–۱۹۹۴: 1.1 L (1,138 cc) B1, SOHC 8V, carburetor, ۵۴ اسب بخار متری (۴۰ کیلووات؛ ۵۳ اسب بخار) at 5,600 rpm, ۸٫۸ کیلوگرم متر (۸۶ نیوتن متر؛ ۶۴ پوند-فوت) at 3,600 rpm (فقط اروپا)[۶]
- ۱۹۹۰–۱۹۹۶: 1.3 L (1,324 cc) B3, SOHC 8V, EGI-S, ۵۳ اسب بخار متری (۳۹ کیلووات؛ ۵۲ اسب بخار) at 5,500 rpm, ۹٫۹ کیلوگرم متر (۹۷ نیوتن متر؛ ۷۲ پوند-فوت) at 2,800 rpm
- ۱۹۹۰–۱۹۹۸: 1.3 L (1,324 cc) B3, SOHC 16V, EGI-S, ۷۳ اسب بخار متری (۵۴ کیلووات؛ ۷۲ اسب بخار) at 5,600 rpm, ۱۰٫۵ کیلوگرم متر (۱۰۳ نیوتن متر؛ ۷۶ پوند-فوت) at 3,600 rpm
- ۱۹۹۱–۱۹۹۸: 1.5 L (1,498 cc) B5, SOHC 16V, EGI-S, ۸۸ اسب بخار متری (۶۵ کیلووات؛ ۸۷ اسب بخار) at 6,500 rpm, ۱۲٫۰ کیلوگرم متر (۱۱۸ نیوتن متر؛ ۸۷ پوند-فوت) at 4,000 rpm[۷]

- مزدا ۱۲۱ (اروپا)
- مزدا ۱۲۱ با سقف بوم (اروپا)
- مزدا ۱۲۱ ۱۹۹۱ (دی‌بی) ۱/۳ لیتری سدان (استرالیا)
- مزدا ۱۲۱ ۱۹۹۶–۱۹۹۷ ۱/۵ لیتری (استرالیا)
- مزدا ۱۲۱ ۱۹۹۳ سقف فان (انگلستان؛ واردات هنگ کنگ)
- نمای داخلی